# علیرضا پهلوان‌زاده
علیرضاپهلوان‌زاده (زادهٔ ۲۶ دی ماه سال ۱۳۴۹، تهران) خوشنویس ایرانی و از چهره‌های ماندگار این هنر است. این هنرمند از سال ۱۳۶۵ وارد این عرصه هنر شده‌است و تا به امروز چندین نمایشگاه جمعی و انفرادی برگزار کرده‌است.
پهلوان‌زاده نزد اساتیدی همچون محمدرضا فیاسون، نصراله افجه‌ای و عبدالله فرادی به کسب تجربه پرداخته‌است.

## حضور در نمایشگاه
- کشور استرالیا / سال ۲۰۰۰ / نمایشگاه جمعی
- قرآن کریم / ۴ دوره
- جشنواره خوشنویسی / جهان اسلام / دو دوره
- جشنواره خوشنویسی / امام علی (ع)
- نمایشگاه‌های انفرادی / سال ۱۳۸۱ / موزه رضا عباسی
- نمایشگاه انفرادی / سال ۱۳۸۲ / کاخ نیاوران
- نمایشگاه‌ها انفرادی / سال ۱۳۸۲ / گالری شهرداری کرج
- نمایشگاه انفرادی / سال ۱۳۸۲ / کاخ نیاوران
- گالری ثروت / سال ۱۳۸۵
- گالری فرهنگسرای شفق / سال ۱۳۹۵
- کنگره چشم پزشکی / سال ۱۳۸۳
- گالری میکا کیش / سال ۱۳۹۵
- باغ موزه هنر / سال ۱۳۹۶
- گالری آفتاب / سال / ۱۳۹۷
- گالری انجمن خوشنویسان دزاشیب / سال ۱۳۹۶
- گالری فرهنگ‌سرای نیاوران / سال ۱۳۹۷
- لندن
- آمستردام سه دوره
- دبی دو دوره
- قطر
- آنکارا
- شهرکتاب

## فعالیت‌ها
- مدرس رسمی انجمن خوشنویسان ایران
- همکاری با انجمن خوشنویسان ایران در امتحانات سراسر کشور
- مسئول ثبت نام انجمن خوشنویسان، شعبه نیاوران
- مسئول برگزاری کلاس‌های انجمن خوشنویسان ایران، شعبه نیاوران
- عضو ستاد تکریم سال امام علی (ع)
- دبیر جشنواره خوشنویسی امام علی (ع)